# František Weber (kněz)
František Weber (30. prosince 1826 Žeravice – 6. června 1908 Velké Lovčice) byl rakouský a český římskokatolický duchovní a politik z Moravy, v 2. polovině 19. století poslanec Říšské rady a Moravského zemského sněmu.

## Biografie
Působil jako katolický kněz a beletrista. Byl politicky aktivní. Vystudoval nižší piaristické gymnázium v Kyjově a vyšší ve Strážnici. Na kněze byl vysvěcen 28. července 1850. Svou činnost duchovního začal v Milonicích jako kaplan. 17. května 1854 nastoupil jako kaplan do Milotic na Hodonínsku. 28. června 1856 se zde stal farářem. Byl veřejně aktivní. V Miloticích se potkal s národně orientovaným duchovním Vincencem Janalíkem a společně s bratrem Bedřichem Weberem přispíval do Dědictví sv. Cyrila a Metoděje. Psal povídky, sbíral lidové pohádky. V roce 1867 inicioval v Miloticích založení Čtenářského spolku a Občanské záložny. Podílel se i na ustavení Rolnickohospodářského spolku pro kyjovský okres. Měl taky podíl na zřízení kasáren v Hodoníně roku 1881 a Bzenci roku 1882. Farářem v Miloticích byl trvale až do roku 1906.
Byl politicky angažovaný a národně (česky) orientovaný. Zároveň odmítal pokrokářství a omezování vlivu církve. V roce 1869 kázal na Velehradě na jubilejní cyrilometodějské slavnosti. Kvůli obsahu kázání, v němž kritizoval tzv. májové zákony (liberální školská legislativa přijatá roku 1868), čelil hrozbě stíhání. Vyhnul se mu údajně díky solidaritě farníků, kteří proti němu odmítli vypovídat. Patřil k Moravské národní straně (staročeské), později byl členem Katolické strany národní na Moravě, s níž ovšem v závěru života měl opakované rozpory.
Dlouhodobě zasedal v zákonodárných sborech. Už v zemských volbách v roce 1861 byl zvolen na Moravský zemský sněm za kurii venkovských obcí, obvod Kyjov, Hodonín, Žďánice. Jeho kandidatura v roce 1861 vyvolala v části veřejnosti odpor. Proti jeho kandidatuře vystoupil tehdy správce statku v Miloticích Matěj Schriter, nadlesní Eman Bohutínský, okresní hejtman Schuster a děkan Eichler. Mandát na sněmu obhájil ve volbách v lednu 1867, volbách v březnu 1867, volbách roku 1870 i obou zemských volbách roku 1871. Roku 1872 byl zbaven mandátu, ale znovuzvolen 22. listopadu 1873. Opětovně mandát obhájil ve volbách roku 1878, volbách roku 1884, volbách roku 1890 a volbách roku 1896. Poslanecký slib skládal v únoru 1867 v češtině.
V únoru 1873 organizoval tábor lidu u kaple sv. Rocha na protest proti zavedení přímé volby do Říšské rady (která oslabovala roli tradičních zemských sněmů). Sám se ale pak stal poslancem Říšské rady (celostátního parlamentu) v prvních přímých volbách roku 1873, za kurii venkovských obcí, obvod Hustopeče, Kyjov atd. Slib složil 21. ledna 1874. V roce 1873 se uvádí jako farář, bytem Milotice. Jeho parlamentní politická angažovanost byla dlouhodobě problematická pro katolickou hierarchii. Sledováním jeho aktivit měl být pověřen apoštolský legát Jakobini. Za aktivní boj proti liberálním reformám získal ovšem od církve titul rytíře Řádu Božího Hrobu. V roce 1876 měl soukromou audienci u papeže Pia IX. V roce 1877 mu nicméně kardinál Bedřich z Fürstenberka zakázal další účast na Říšské radě, načež Weber skutečně rezignoval na mandát. Poté, co byl ovšem jednohlasně opět zvolen, mandát přijal a získal povolení být dál členem parlamentu. V rejstříku poslanců Říšské rady ale není uvedeno, že by v té době dočasně na mandát rezignoval. Mandát v parlamentu obhájil ve volbách roku 1879 a volbách roku 1885. Teprve nyní je u jeho jména zmíněno dočasné vzdání se mandátu. Rezignaci oznámil dopisem 10. dubna 1889, ale již 3. prosince 1889 opětovně složil slib. Mandát v Říšské radě obhájil i ve volbách roku 1891.
Po volbách v roce 1879 se na Říšské radě připojil k Českému klubu (jednotné parlamentní zastoupení, do kterého se sdružili staročeši, mladočeši, česká konzervativní šlechta a moravští národní poslanci). Jako člen parlamentního Českého klubu se uvádí i po volbách v roce 1885.
V roce 1898 přistoupili klerikálové Weber a dále Vincenc Ševčík, Josef Sýkora a František Důbrava na zemském sněmu do poslaneckého klubu českých poslanců.
Zemřel v červnu 1908 v Lovčicích, kde pobýval na penzi od 1. února 1906 u svého bratra.